# Kłodawa
Kłodawa este un oraș în Polonia.